# Philharmonie Festiva

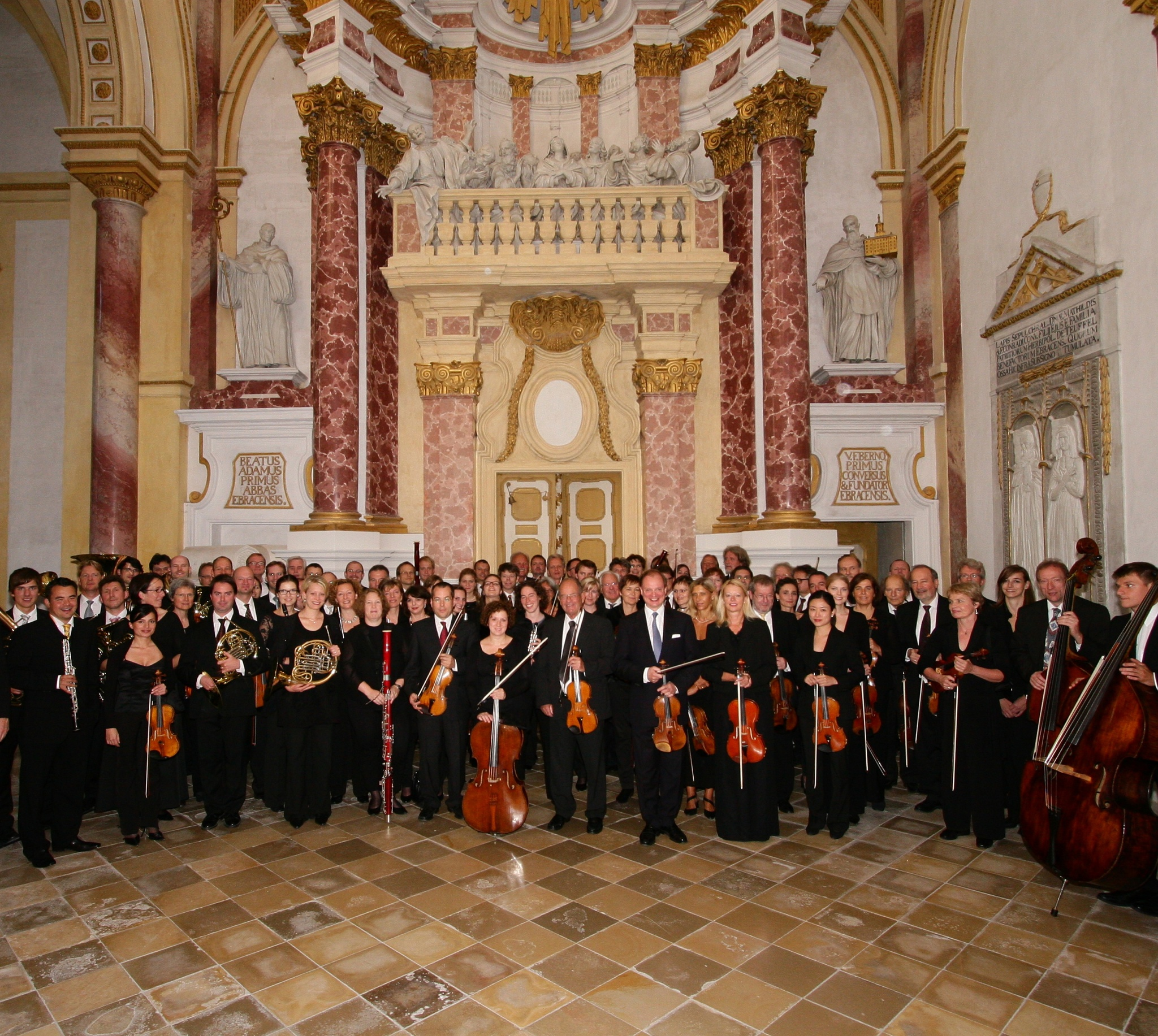
Philharmonie Festiva, 2012

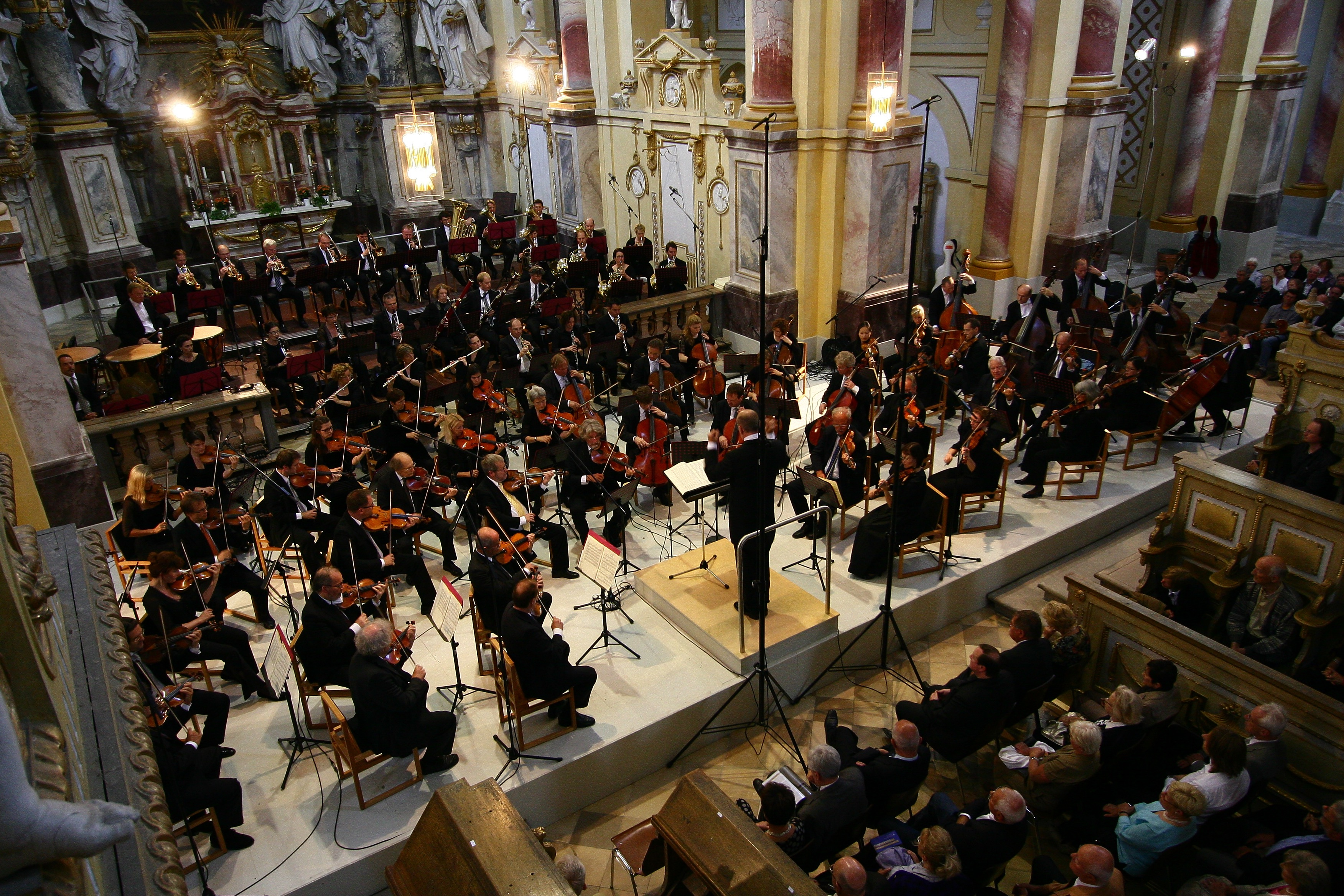
Philharmonie Festiva während der Einspielung der 8. Symphonie Anton Bruckners, 2012

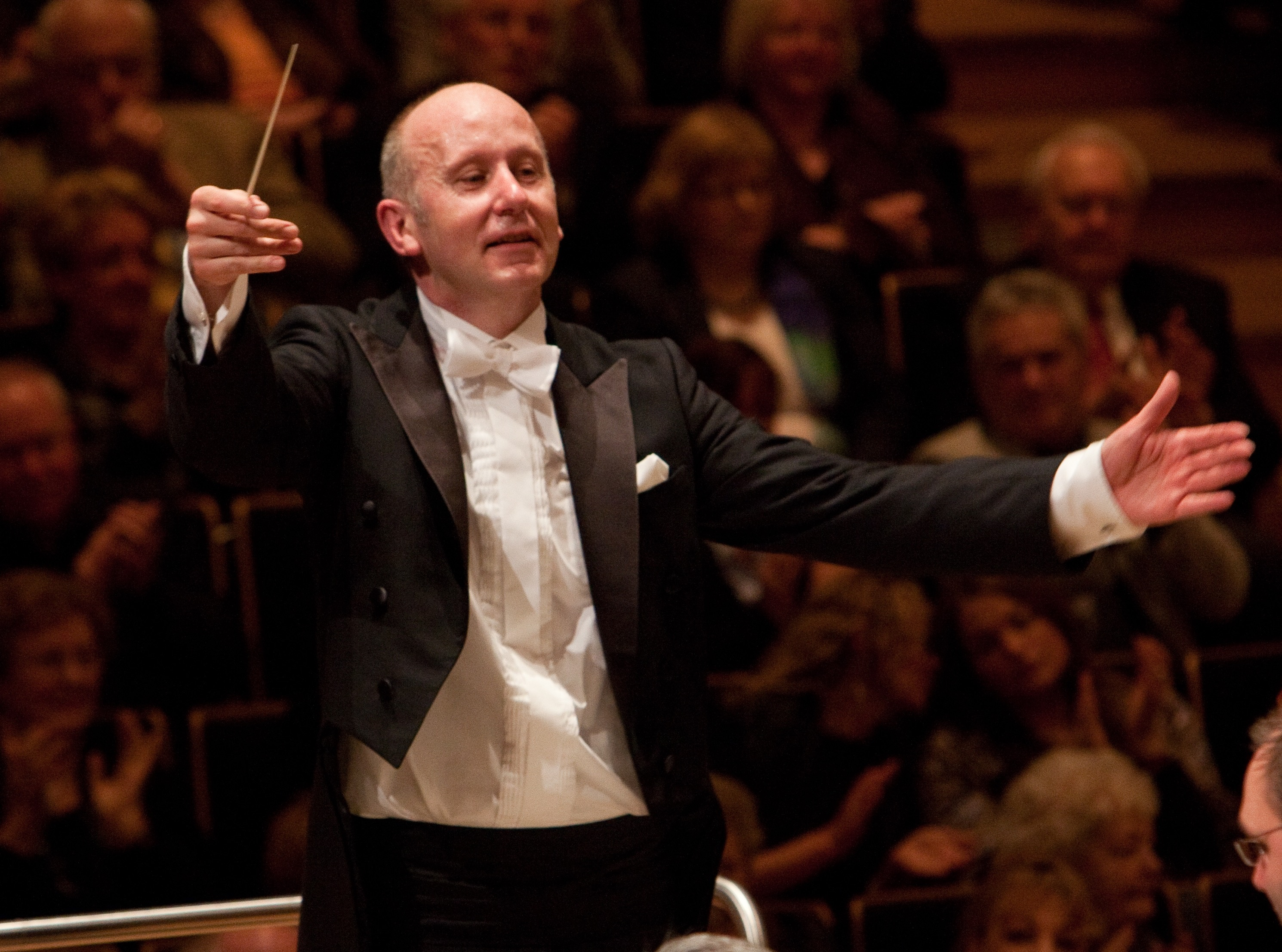
Gerd Schaller

Die Philharmonie Festiva ist ein 2008 vom Dirigenten Gerd Schaller gegründetes Festivalorchester, das insbesondere durch seine Bruckner-Aufnahmen bekannt wurde.

## Geschichte
Das Orchester wurde 2008 vom Dirigenten Gerd Schaller gegründet und setzt sich aus Musikern renommierter Orchester Deutschlands und des benachbarten Auslands zusammen. Ziel war der Aufbau eines Festivalorchesters, um beim Ebracher Musiksommer die eigenen Projekte zu verfolgen.
Schwerpunkte des Orchesters bilden die Konzerte und Einspielungen der Symphonien Anton Bruckners, auch im Rahmen des Projektes  Bruckner2024. Inzwischen erschienen 20 CDs mit Werken Bruckners, die international Beachtung fanden. Bruckners 9. Sinfonie wurde von der Philharmonie Festiva unter Leitung von Gerd Schaller dreimal eingespielt: 2010 mit der Finalsatzergänzung von William Carragan, 2016 mit der Vervollständigung von Gerd Schaller und 2018 in Schallers revidierter Version.
Die CD-Aufnahmen des Orchesters erfolgten überwiegend in der Abteikirche des ehemaligen Zisterzienserklosters Ebrach und im Max-Littmann-Saal des Regentenbaues in Bad Kissingen. Sie sind Teil des langfristig geplanten Bruckner-Zyklus im Rahmen des Ebracher Musiksommers. Die CD-Einspielungen wurden durch eine Kooperation mit dem Bayerischen Rundfunk (Studio Franken) unterstützt und im Radio auf BR-Klassik gesendet. Alle Aufnahmen sind beim Label Profil Edition Günter Hänssler erschienen.
Neben dem Standardrepertoire mit Schwerpunkt auf den Werken Bruckners widmet sich das Orchester auch selten gespielten  Kompositionen und Wiederentdeckungen (Carl Goldmark: 1. Sinfonie; Franz Schubert: Unvollendete „vollendet“ in der viersätzigen Version von William Carragan), sowie des Requiems von Franz von Suppè und der Großen Messe von Johann Ritter von Herbeck, die zusammen mit dem Philharmonischen Chor München aufgenommen wurden. Beim amerikanischen Magazin Forbes erhielt die Aufnahme von Herbecks Messe den fünften Platz der zehn besten CD-Neuerscheinungen des Jahres 2015.
Für sein erstes Projekt, die Weltersteinspielung von Goldmarks Oper Merlin, wurden Gerd Schaller und das Orchester 2010 mit dem Echo-Klassik-Musikpreis in der Kategorie „Operneinspielung des Jahres, 19. Jahrhundert“ ausgezeichnet.

## Rezensionen (Auswahl)
Allain Steffen schrieb auf Pizzicato: „Mit dieser Aufnahme der 5. Symphonie haben sich Gerd Schaller und die Philharmonie Festiva endgültig in die erste Riege der besten Bruckner-Interpreten der Gegenwart gespielt. […] Erstklassig ist die Philharmonie Festiva, die den Vergleich mit europäischen Spitzenorchestern nicht zu scheuen braucht. […] Eine Einspielung, die man ohne zu zögern zu den besten der Diskographie rechnen kann!“
Ralph Moore rezensiert die Einspielung der 3. Symphonie im Musikmagazin MusicWeb International: „Ich habe zuvor bereits auf die Außergewöhnlichkeit der Philharmonie Festiva hingewiesen, [...] deren goldene Klangfülle die Partitur mit Noblesse durchzieht. Die Gesangsperioden sind zart und lyrisch, und das Tutti ist gewichtig, untermauert mit prächtigen Blechbläsern [...]“
Ebenfalls auf MusicWeb International schreibt Brian Reinhard über die Aufnahme der 6. Symphonie: „Ich bin mir nicht ganz sicher, was die Philharmonie Festiva überhaupt ist, aber sie ist wirklich exzellent und produziert einen volleren, reichhaltigeren Bruckner-Klang […]. Sie stellt sich jeder Herausforderung. [...]  Gerd Schallers Sechste ist herausragend, eine der besten Aufnahmen dieser Symphonie seit Jahren. Nicht gerade was Sie erwarten würden, oder? Ich jedenfalls nicht.“
Über die Aufnahme der f-Moll-Messe von Anton Bruckner bemerkt Christian Hoskins bei Gramophone: „[...] Die Aufführung von Gerd Schaller ist eine Ausnahmeerscheinung und bildet ein ausgezeichnetes Pendant zu seinem kürzlich vollendeten Zyklus der Symphonien. [...] Die Aufnahme ist so hervorragend wie die Aufführung.“

## Diskografie
Sinfonien von Anton Bruckner
- Symphonie f-Moll – 1863 (Erscheinungsjahr 2016)
- 1. Symphonie – Linzer Fassung 1866 (Edition Carragan) - PH12022 (2012)
- Symphonie d-Moll - 1869 - PH15035 (2015)
- 2. Symphonie – Fassung 1872 (Edition Carragan) - PH12022 (2012)
- 3. Symphonie – Fassung 1874 (Edition Carragan) - Ersteinspielung - PH12022 (2012)
- 3. Symphonie – Fassung 1890 (Edition Schalk) – PH 18002 (2017)
- 4. Symphonie – Fassung 1874 (Edition Schaller) – PH 22010 (2021)
- 4. Symphonie – Fassung 1878/80 - PH11028 (2011)
- 4. Symphonie – 1878 mit „Volksfest“-Finale - PH13049 (2013)
- 5. Symphonie – PH14020 (2014)
- 6. Symphonie – PH14021 (2014)
- 7. Symphonie – PH11028 (2011)
- 8. Symphonie – Intermediärvariante 1888 (Edition Carragan) - Ersteinspielung - PH13027 (2013)
- 9. Symphonie – mit Finalsatzergänzung von William Carragan (Revision 2010) - PH11028 (2011)
- 9. Symphonie – ergänzt nach originalen Quellen und vervollständigt von Gerd Schaller – PH16089 (2016)
- Trauermusik „Dem Andenken Anton Bruckners“ von Otto Kitzler, orchestriert von Gerd Schaller - Ersteinspielung - PH13027 (2013)

Aufnahmen zusammen mit dem Philharmonischen Chor München
- Carl Goldmark: Merlin - Ersteinspielung -  PH09044 (2009)
- Franz von Suppè: Requiem - PH12061 (2012)
- Johann Ritter von Herbeck: Große Messe - Ersteinspielung - PH15003 (2015)
- Anton Bruckner: Messe Nr. 3 f-Moll – PH16034 (2016)
- Anton Bruckner: Psalm 146 A-Dur – PH16034 (2016)

Weitere Aufnahmen
- Ludwig van Beethoven: Sinfonie Nr. 3 - PH15030 (2015)
- Ludwig van Beethoven: Sinfonie Nr. 4 - PH15030 (2015)
- Ludwig van Beethoven: Sinfonie Nr. 7 - PH15030 (2015)
- Carl Goldmark: Sinfonie Nr. 1 „Ländliche Hochzeit“ - PH10048 (2011)
- Franz Schubert: Sinfonie h-Moll D 759 „Unvollendete“ in der viersätzigen Version von William Carragan - Ersteinspielung - PH12062 (2012)
- Franz Schubert: Sinfonie C-Dur D 944 „Große C-Dur“ - PH12062 (2012)